# دوجی
یکی از فامیل های شهر گمیش تپه فامیل دوجی کمش تپه است.
دوجی، روستایی از توابع بخش مرکزی شهرستان کلاله در استان گلستان ایران است
.

## جمعیت
این روستا در دهستان تمران قرار دارد و براساس سرشماری مرکز آمار ایران در سال ۱۳۸۵، جمعیت آن ۳۳۵ نفر (۵۵خانوار) بوده‌است.